# Селищенский сельсовет (Московская область)
Селищенский сельсовет — упразднённая административно-территориальная единица, существовавшая на территории Кривандинского района Московской области до 1954 года. Административным центром была деревня Селищи.

## История
В 1921 году Селищенский сельсовет находился в составе Селищенской волости Орехово-Зуевского уезда Московской губернии. В 1924 году Селищенская волость была включена в состав Ленинской. В 1926 году в сельсовет входила толька одна деревня Селищи.
В ходе реформы административно-территориального деления СССР в 1929 году Селищенский сельсовет вошёл в состав Шатурского района Орехово-Зуевского округа Московской области, при этом к сельсовету была присоединена территория Передельского сельсовета (деревня Передел). В 1930 году округа были упразднены.
В июле 1933 года Селищенский сельсовет был передан из упразднённого Шатурского района в Коробовский.
В 1936 году в сельсовет включена деревня Борисово упразднённого Борисовского сельсовета.
20 августа 1939 года сельсовет был передан во вновь образованный Кривандинский район.
17 апреля 1954 года Селищенский сельсовет был упразднён, селения сельсовета ликвидированы, а жители расселены.